# Réserve de Waikamoi
La réserve de Waikamoi est une aire protégée située sur l'île de Maui, à Hawaï. C'est la réserve privée la plus vaste de l'État d'Hawaï, elle est gérée par l'ONG The Nature Conservancy. La faune et la flore endémiques de l'île trouvent un refuge dans ce milieu vierge d'interventions humaines.

## Géographie
La réserve est située sur l'île de Maui, dans l'archipel d'Hawaï, sur les pans du volcan Haleakalā, à environ 1525 m d'altitude du côté exposé aux vents. Le climat y est particulièrement rude, venteux, humide et froid.

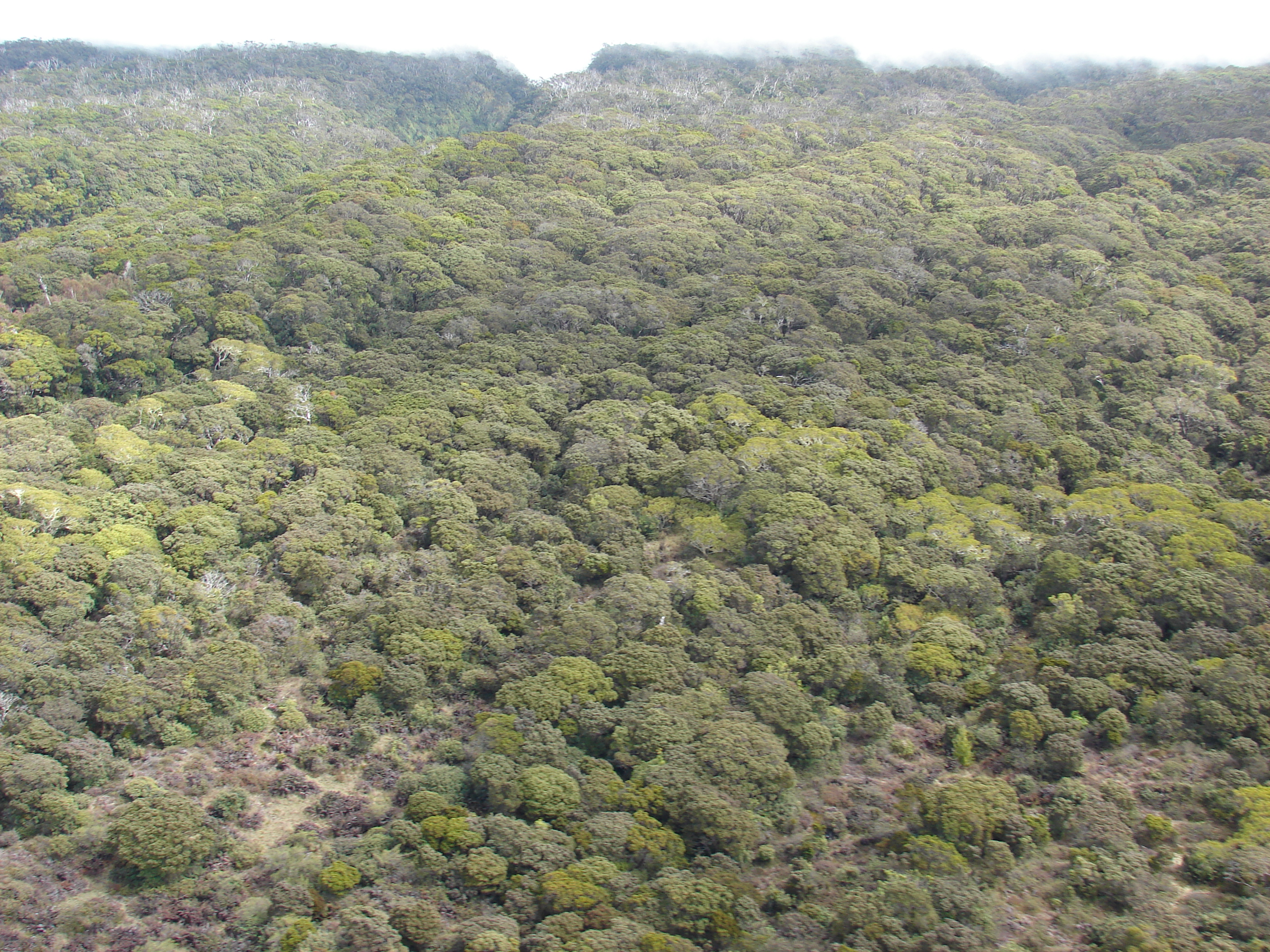
Forêt d'acacias koa

## Historique
En 1983, un contrat de gestion est signé entre une compagnie agricole et l'ONG The Nature Conservancy pour 2116,5 ha, la réserve est ensuite agrandie, en 2014, avec un nouveau contrat de gestion sur une parcelle de 1505,4 ha.

## Gestion
La réserve est gérée en concertation entre l'association gestionnaire, les propriétaires fonciers et les services de l'État compétents. Elle est fermée au public depuis 2016, cependant elle reste accessible sur demande auprès du gestionnaire. Ce dernier organise régulièrement des sorties et animations sur le site.
Une clôture empêche les cochons retournés à l'état sauvage et les cerfs axis de pénétrer dans la réserve. Cette protection a coûté environ 850 000 US$, elle fait partie des mesures prises pour lutter contre les espèces exotiques envahissantes dans l'archipel.

## Patrimoine naturel

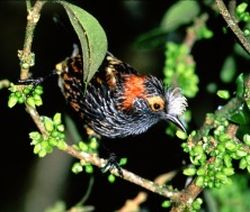
Akohekohe ou Palmeria dolei

La forêt d'Acacia koa et de ʻōhiʻa lehua,  protégée par la réserve de Waikamoi, abrite plus de 63 espèces végétales indigènes et 12 espèces d'oiseaux, notamment 500 Pseudonestor xanthophrys  et 3 000 Palmeria dolei ou des bernaches néné ailleurs menacées par le trafic routier. La situation en altitude de la réserve en fait un élément important de la protection de la ressource en eau dans le bassin versant de l'est de Maui.